# Santa Maria Mãe da Providência no Monte Verde (título cardinalício)
Santa Maria Mãe da Providência no Monte Verde (em latim, S. Mariae Matris Providentiae in Monte Viridi) é um título cardinalício instituído em 11 de fevereiro de 1973, pela constituição apostólica Gliscentibus fere cotidie do Papa Paulo VI. A igreja titular deste título é Santa Maria Madre della Provvidenza a Monte Verde, no quartiere Gianicolense.

## Titulares protetores
- Luis Aponte Martínez (1973-2012)
- Orani João Tempesta (desde 2014)